# 위험물
위험물(危險物, 영어: dangerous goods)은 대상에 위험을 미치게 할 가능성을 가지고 있는 물건이다. 물건에 따라 위험을 미치는 대상 및 위험을 미치는 물건은 범위가 다르다.
대상으로 인간, 동물, 식물, 환경(생태), 물체(물질, 물품), 재산 등이 해당 될수 있으며, 주체의 물건으로 물질(화학물질, 방사성 물질 등)이나 물품(물건, 제품, 성형물, 기기, 기구 등)이 해당된다. 또한 이 위험이 실제로 대상에 나쁜 영향을 주는 기회나 상황에 따라 위험물로 여겨지는 범위가 다르다.

## 유엔 위험물 수송 권고에서 정한 위험물

UN Class.1

위험물 수송에 관한 유엔권고, 시험방법 및 판정기준(Recommendations on the Transport of Dangerous Goods, Manual of Tests and Criteria)에 기재된 분류기준에 따라 하송인이 수송품 분류를 실시하는 것으로 되어 있다. 아래 9가지 분류(class)로 분류되며, 등급과 용기 등급, 유엔 번호로 세분된다.
하송인은 분류 결과에 따라 규칙에 따라 포장과 표시를 해서 수송자에게 신고하여야 한다.수송자는 하송인이 신고한 분류에 대응해서 정해진 수송상의 규칙에 따라 수송을 실시한다.
수송자는 개봉하여 송하인의 신고·표시의 정확성을 확인하지는 않는다(해서는 안 된다)므로, 송하인의 분류에 관련된 안전상의 책임은 막중하다.

## GHS에 의한 위험물
유엔의 위험물 수송권고와 이에 따른 각 모드(항공, 해상, 육상, 철도)의 규칙은 모두 수송 안전에 한정된 것이다. 이것을 저장이나 사용까지 확대한 것이 GHS라고 한다.

GHS01 폭발물
GHS02 인화성 물질
GHS03 산화제
GHS04 압축가스
GHS05 부식성 물질
GHS06 급성독성（고독성）
GHS07 급성독성（저독성）
GHS08 호흡기 유해성, 발암성
GHS09 수생환경유해성

## 나라별 법에 의한 위험물

### 위험물안전관리법
대한민국의 위험물은 위험물안전관리법 시행령 별표 1에서 정하고 있으며, 이 규정에서는 지정수량도 정하고 있다. 지정수량은 인화성 또는 발화성 등의 성질을 가지는 것으로 제조소 등의 설치허가의 최저기준이다.
| 위험물                                 | 위험물 | 지정수량                              | 비고 |
| 유별(성질)                             | 품명 | 지정수량                              | 비고 |
| -------------------------------------- | --- | ------------------------------------- | --- |
| 제1류(산화성 고체)                     | 1. 아염소산염류                                                                                           | 50kg                                  | |
| 제1류(산화성 고체)                     | 2. 염소산염류                                                                                             | 50kg                                  | |
| 제1류(산화성 고체)                     | 3. 과염소산염류                                                                                           | 50kg                                  | |
| 제1류(산화성 고체)                     | 4. 무기과산화물                                                                                           | 50kg                                  | |
| 제1류(산화성 고체)                     | 5. 브롬산염류                                                                                             | 300kg                                 | |
| 제1류(산화성 고체)                     | 6. 질산염류                                                                                               | 300kg                                 | |
| 제1류(산화성 고체)                     | 7. 요오드산염류                                                                                           | 300kg                                 | |
| 제1류(산화성 고체)                     | 8. 과망간산염류                                                                                           | 1000kg                                | |
| 제1류(산화성 고체)                     | 9. 중크롬산염류                                                                                           | 1000kg                                | |
| 제1류(산화성 고체)                     | 10. 그 밖에 행정안전부령으로 정하는 것 11. 제1호 내지 제10호의 1에 해당하는 어느 하나 이상을 함유한 것    | 50kg, 300kg 또는 1000kg               | |
| 제2류(가연성 고체)                     | 1. 황화린                                                                                                 | 100kg                                 | |
| 제2류(가연성 고체)                     | 2. 적린                                                                                                   | 100kg                                 | |
| 제2류(가연성 고체)                     | 3. 유황                                                                                                   | 100kg                                 | |
| 제2류(가연성 고체)                     | 4. 철분                                                                                                   | 500kg                                 | 53마이크로미터의 표준체를 통과하는 것이 50중량% 미만인 것은 제외 |
| 제2류(가연성 고체)                     | 5. 금속분                                                                                                 | 500kg                                 | 알칼리금속, 알칼리토류금속, 철 및 마그네슘 외의 금속의 분말로, 구리분, 니켈분 및 150마이크로미터의 체를 통과하는 것이 50중량% 미만인 것은 제외                                                      |
| 제2류(가연성 고체)                     | 6. 마그네슘                                                                                               | 500kg                                 | 2mm의 체를 통과하지 아니하는 덩어리 상태인 것, 지름 2mm 이상의 막대 모양의 것은 제외(8호의 물품 중 마크네슘을 함유한 것을 포함)                                                                     |
| 제2류(가연성 고체)                     | 7. 그 밖에 행정안전부령으로 정하는 것 8. 제1호 내지 7호의 1에 해당하는 어느 하나 이상을 함유한 것         | 100kg 또는 500kg                      | |
| 제2류(가연성 고체)                     | 9. 인화성고체                                                                                             | 1000kg                                | |
| 제3류(자연 발화성 물질 및 금수성 물질) | 1. 칼륨                                                                                                   | 10kg                                  | |
| 제3류(자연 발화성 물질 및 금수성 물질) | 2. 나트륨                                                                                                 | 10kg                                  | |
| 제3류(자연 발화성 물질 및 금수성 물질) | 3. 알킬알루미늄                                                                                           | 10kg                                  | |
| 제3류(자연 발화성 물질 및 금수성 물질) | 4. 알킬리튬                                                                                               | 10kg                                  | |
| 제3류(자연 발화성 물질 및 금수성 물질) | 5. 황린                                                                                                   | 20kg                                  | |
| 제3류(자연 발화성 물질 및 금수성 물질) | 6. 알칼리금속(칼륨 및 나트륨을 제외) 및 알칼리토금속                                                      | 50kg                                  | |
| 제3류(자연 발화성 물질 및 금수성 물질) | 7. 유기금속화합뮬(알킬알루미튬 및 알킬리튬을 제외)                                                        | 50kg                                  | |
| 제3류(자연 발화성 물질 및 금수성 물질) | 8. 금속의 수소화물                                                                                        | 300kg                                 | |
| 제3류(자연 발화성 물질 및 금수성 물질) | 9. 금속의 인화물                                                                                          | 300kg                                 | |
| 제3류(자연 발화성 물질 및 금수성 물질) | 10. 칼슘 또는 알루미늄의 탄화물                                                                           | 300kg                                 | |
| 제3류(자연 발화성 물질 및 금수성 물질) | 11. 그 밖에 행정안전부령으로 정하는 것 12. 제1호 내지 제11호의 1에 해당하는 어느 하나 이상을 함유한 것    | 10kg, 20kg, 50kg 또는 300kg           | |
| 제4류(인화성 액체)                     | 1. 특수인화물                                                                                             | 비수용성 액체: 50L 수용성 액체: 100L  | 이황화탄소, 디에틸에테르, 그 밖에 1기압에서 발화점이 섭씨 100C 이하인 것 또는 인화점이 섭씨 -20C 이하이고 비점이 섭씨 40C 이하인 것                                                                 |
| 제4류(인화성 액체)                     | 2. 제1석유류(비수용성액체, 수용성액체)                                                                    | 비수용성액체: 200L 수용성액체: 400L   | 아세톤, 휘발유, 그 밖에 1기압에서 인화점이 섭씨 21도 미만인 것 |
| 제4류(인화성 액체)                     | 3. 알코올류                                                                                               | 400L                                  | 한 분자 내의 탄소 수가 3개 이하인 포화1가 알코올인 것(변성알코올 포함) |
| 제4류(인화성 액체)                     | 4. 제2석유류(비수용성액체, 수용성액체)                                                                    | 비수용성액체: 1000L 수용성액체: 2000L | 등유, 경유, 그 밖에 1기압에서 인화점이 섭씨 21C 이상, 70C 미만인 것으로 그 밖의 물품에 있어서 가연성 액체량이 40중량% 이하이며서 인화점이 섭씨 40C 이상인 동시에 연소점이 섭씨 60C 이상인 것은 제외 |
| 제4류(인화성 액체)                     | 5. 제3석유류(비수용성액체, 수용성액체)                                                                    | 비수용성액체: 2000L 수용성액체: 4000L | 중유, 클레오소트유, 그 밖에 1기압에서 인화점이 섭씨 70C 이상 섭씨 200C 미만인 것 |
| 제4류(인화성 액체)                     | 6. 제4석유류                                                                                              | 6000L                                 | 기어유, 실린더유, 그 밖에 1기압에서 인화점이 섭씨 200C 이상, 섭씨 250C 미만인 것 |
| 제4류(인화성 액체)                     | 7. 동식물유류                                                                                             | 10000L                                | 동물의 지육(枝肉) 등 또는 식물의 종자나 과육으로부터 추출한 것으로 1기압에서 인화점이 섭씨 250C 미만인 것                                                                                           |
| 제5류(자기 반응성 물질)                | 1. 유기과산화물                                                                                           | 10kg                                  | |
| 제5류(자기 반응성 물질)                | 2. 질산에스테르류                                                                                         | 10kg                                  | |
| 제5류(자기 반응성 물질)                | 3. 니트로화합물                                                                                           | 200kg                                 | |
| 제5류(자기 반응성 물질)                | 4. 티트로소화합물                                                                                         | 200kg                                 | |
| 제5류(자기 반응성 물질)                | 5. 아조화합물                                                                                             | 200kg                                 | |
| 제5류(자기 반응성 물질)                | 6. 디아조화합물                                                                                           | 200kg                                 | |
| 제5류(자기 반응성 물질)                | 7. 히드라진 유도체                                                                                        | 200kg                                 | |
| 제5류(자기 반응성 물질)                | 8. 히드록살아민                                                                                           | 100kg                                 | |
| 제5류(자기 반응성 물질)                | 9. 히트록살아민염류                                                                                       | 100kg                                 | |
| 제5류(자기 반응성 물질)                | 10. 그 밖에 행정안전부령으로 정하는 것 11. 제1호 내지 제10호의 1에 해당하는 어느 것 하나 이상을 함유한 것 | 10kg, 100kg 또는 200kg                | |
| 제6류(산화성 액체)                     | 1. 과염소산                                                                                               | 300kg                                 | |
| 제6류(산화성 액체)                     | 2. 과산화수소                                                                                             | 300kg                                 | |
| 제6류(산화성 액체)                     | 3. 질산                                                                                                   | 300kg                                 | |
| 제6류(산화성 액체)                     | 4. 그 밖에 행정안전부령으로 정하는 것                                                                     | 300kg                                 | |
| 제6류(산화성 액체)                     | 5. 제1호 내지 제4호의 1에 해당하는 어느 하나 이상을 함유한 것                                             | 300kg                                 | |

## 위험물 운송의 제한
운송을 하도록 다.

### 도로
위험물을 수송하는 차량, 즉 위험물적재차량에 대한 통행규제가 존재한다. 이는 교통 관련법규나 환경 관련 법규에 의하여 규제된다. 대도시의 도심권 도로, 특정한 교통시설(터널 등), 환경보전을 위해 지정된 지역에 있는 도로에 위험물적재차량의 통행을 규제하는 것을 말한다.

#### 대한민국의 위험물적재차량 통행규제

대한민국의 위험물적재차량 통행금지 표지 도안

대한민국의 위험물적재차량 통행규제경우 대도시의 도심권 도로와 수질환경 보전을 위해 필요하다고 지정된 지역인 상수원보호구역을 지나는 도로에 대해 위험물을 수송하는 차량의 통행을 규제한다. 대도시의 도심권 도로는 관할 경찰 고시에 의해, 상수원보호구역에 있는 도로는 물환경보전법에 의해 규제하는데, 이는 허가를 받은 경우를 제외하면 통행이 금지되는 통행제한을 말한다.
대한민국 수도권의 위험물적재차량 통행규제는 서울 도심권(서울특별시청 기준 반경 10km 이내의 도로), 잠실수중보 상류에 있는 교량, 팔당호 일대의 도로에서 시행되고 있다.
| 상수원명       | 대상도로                                                               | 구간 | 거리   |
| -------------- | ---------------------------------------------------------------------- | --- | ------ |
| 팔당댐, 팔당호 | 국도 제6호선(경강로)                                                   | 경기도 남양주시 와부읍 ~ 경기도 양평군 양서면 (팔당대교 나들목 ~ 용담대교 ~ 신원역 교차로)                                         | 12.7km |
| 팔당댐, 팔당호 | 국도 제45호선(태허정로)                                                | 경기도 광주시 퇴촌면 ~ 경기도 하남시 배알미동 (도마삼거리 ~ 팔당댐 앞)                                                             | 6.7km  |
| 팔당댐, 팔당호 | 국도 제45호선(경강로, 북한강로)                                        | 경기도 남양주시 와부읍 ~ 경기도 남양주시 조안면 ~ 경기도 남양주시 화도읍 (팔당대교 나들목 ~ 조안 교차로 ~ 금남 교차로)             | 21km   |
| 팔당댐, 팔당호 | 지방도 제342호선(산수로)                                               | 경기도 광주시 퇴촌면 ~ 경기도 양평군 강하면 (광동하수처리장 사거리 ~ 운심교)                                                       | 18km   |
| 잠실수중보     | 잠실철교                                                               | | 1.3km  |
| 잠실수중보     | 올림픽대교                                                             | | 1.5km  |
| 잠실수중보     | 국도 제43호선(천호대교)                                                | | 1.2km  |
| 잠실수중보     | 광진교                                                                 | | 1.1km  |
| 대청댐, 대청호 | 지방도 제509호선(회남문의로)                                           | 충청북도 청주시 상당구 문의면 (상장삼거리 ~ 문의사거리)                                                                            | 12.7km |
| 대청댐, 대청호 | 지방도 제604호선 ~ 지방도 제32호선(노산하석로, 대청호반로, 문의시내로) | 충청북도 청주시 서원구 현도면 ~ 충청북도 청주시 상당구 문의면 (하석삼거리 ~ 문의사거리 앞)                                         | 11.3km |
| 대청댐, 대청호 | 지방도 제32호선(대청로)                                                | 대전광역시 대덕구 | 9km    |
| 대청댐, 대청호 | 지방도 제32호선                                                        | 대전광역시 대덕구 ~ 충청북도 청주시 상당구 문의면                                                                                  | 9.6km  |
| 대청댐, 대청호 | 지방도 제629호선(대청호수로)                                           | 대전광역시 동구 ~ 대전광역시 대덕구 (비룡삼거리 ~ 검문소삼거리<삼정동삼거리>)                                                      | 19km   |
| 대청댐, 대청호 | 지방도 제571호선(회남로)                                               | 대전광역시 동구 ~ 충청북도 보은군                                                                                                  | 18km   |
| 보령댐, 보령호 | 지방도 제617호선(판미로)                                               | 충청남도 보령시 미산면 (녹전삼거리 ~ 도화사거리)                                                                                   | 10km   |
| 보령댐, 보령호 | 보령시도 제1호선(보령호로)                                             | 충청남도 보령시 주산면 ~ 충청남도 보령시 미산면 (화산교삼거리 ~ 늑전삼거리)                                                        | 18km   |
| 보령댐, 보령호 | 농어촌 도로(보령호로)                                                  | 충청남도 보령시 미산면 (보령댐 ~ 보령댐삼거리)                                                                                     | 10.5km |
| 용담댐, 용담호 | 지방도 제795호선(진용로)                                               | 전라북도 진안군 정천면 ~ 전라북도 진안군 용담면 (정천교차로 ~ 송풍삼거리)                                                          | 10km   |
| 용담댐, 용담호 | 진안군도 제22호선(주용로)                                              | 전라북도 진안군 용담면 (영강교 ~ 지방도 제795호선 합류점)                                                                          | 5.5km  |
| 주암댐, 주암호 | 순천시도 제8호선                                                       | 전라남도 순천시 주암면 ~ 전라남도 화순군 남면 (광천리 170-2 ~ 복교리 산89-10)                                                      | 25km   |
| 주암댐, 주암호 | 국도 제15호선                                                          | 전라남도 화순군 남면 (복교리 산89-10 ~ 합수목교삼거리)                                                                             | 5.3km  |
| 동복호         | 화순군도 제23호선, 농어촌도로 제101호선                                | 전라남도 화순군 이서면 ~ 전라남도 담양군 남면 (경치리삼거리 ~ 구산삼거리)                                                          | 11.7km |
| 동복호         | 화순군도 제4호선                                                       | 전라남도 화순군 이서면 ~ 전라남도 화순군 북면 (신기마을 입구 ~ 다곡삼거리)                                                         | 7.5km  |
| 상사호         | 군도 제1호선(노동길)                                                   | 전라남도 순천시 상사면 ~ 전라남도 순천시 낙안면 (지방도 제58호선 합류점<쌍지삼거리> ~ 지방도 제857호선 합류점<낙안면석정리삼거리>) | 9km    |
| 회야호         | 울주군도 제18호선(대북동천로)                                          | 울산광역시 울주군 용촌면 ~ 울산광역시 울주군 청량면 (못산소류지 입구 ~ 회야댐초소 앞)                                              | 4.2km  |
| 덕동댐, 덕동호 | 지방도 제945호선(경감로)                                               | 경상북도 경주시 보덕동 ~ 경상북도 경주시 양복면 (보불로삼거리 ~ 장항삼거리)                                                        | 11.7km |
| 운문댐         | 국도 제20호선(청려로)                                                  | 경상북도 청도군 운문면 (지방도 제69호선 합류점<대천삼거리> ~ 지방도 제921호선 합류점<지촌삼거리>)                                  | 12.9km |
| 남강댐         | 사천시도 제7호선(금성로)                                               | 경상나몯 사천시 곤명면 (정곡리 완사 ~ 금성리 장신)                                                                                 | 3.1km  |
| 남강댐         | 진주시도 제18호선, 지방도 제1049호선(대평로, 호반로)                   | 경상남도 진주시 명석면 ~ 전라남도 진주시 내동면 (진주대로삼거리 ~ 삼거리<내축로 합류점>)                                           | 7.5km  |
| 밀양댐         | 지방도 제1051호선(고례로)                                              | 경상북도 양산시 원동면 ~ 경상남도 밀양시 단장면 (고점사거리 ~ 댐관리소 입구)                                                       | 12.9km |

#### 다른 국가의 위험물적재차량 통행규제

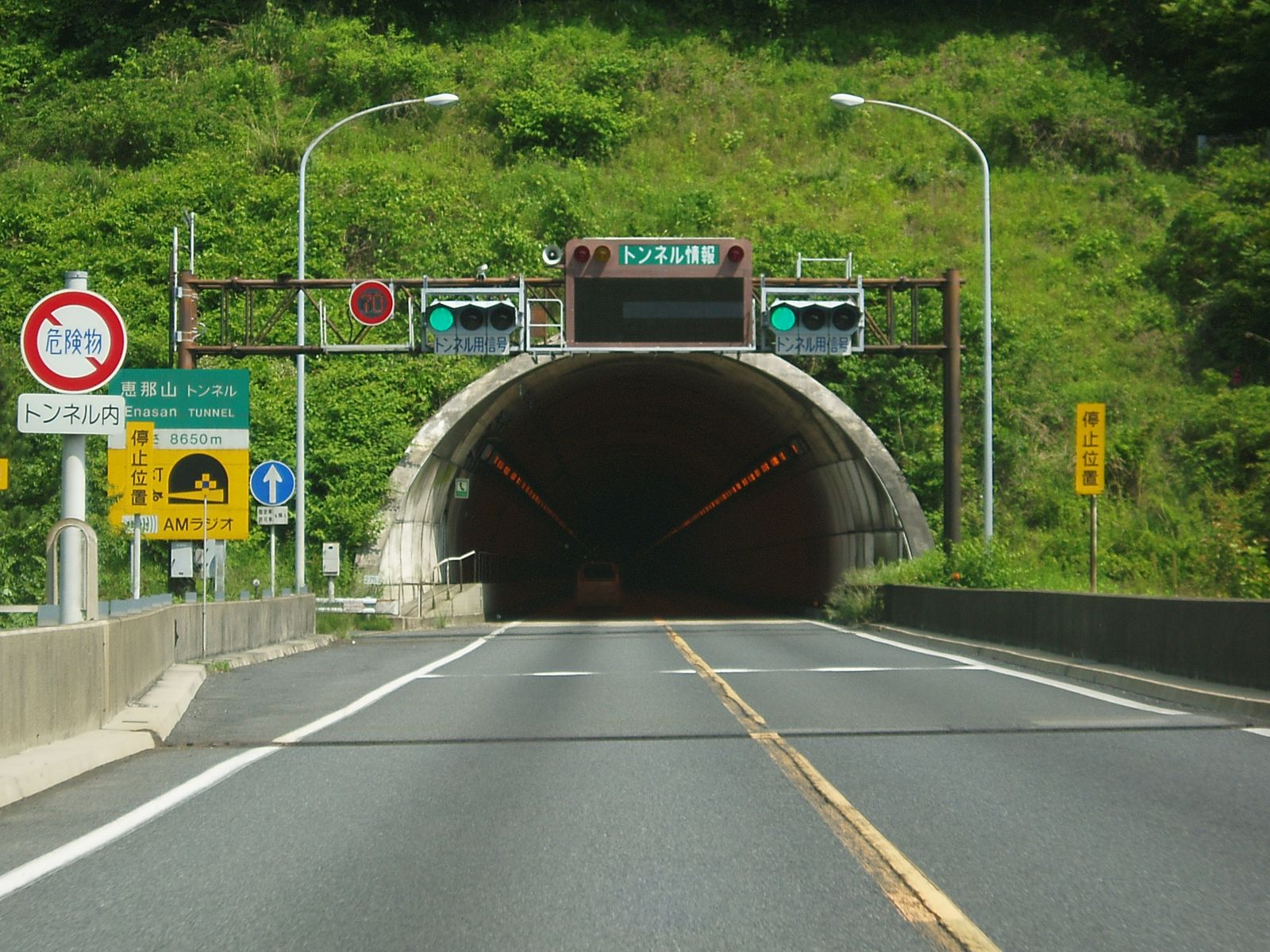
위험물적재차량의 통행이 금지된 일본의 터널(에나산 터널)

대한민국 외의 다른 국가의 경우 장대터널의 통행을 금지하는 경우도 있다. 일본의 경우 주요도로의 길이 5000m 이상의 장대터널과 해저터널은 일본 도로법 제46조와 해당 법에 의해 도로관리청에 의해 위험물적재차량의 통행금지가 지정되는데, 주오 자동차도의 에나산 터널(恵那山トンネル)이 위험물적재차량의 통행이 금지되는 장대터널 중 하나이며, 수도고속도로에도 위험물적재차량의 통행이 금지되는 터널구간이 있다. 스위스의 경우 고트하르트 도로 터널이 위험물적재차량의 통행이 금지되어 있다.

## 같이 보기
- 위험물안전관리법